# Эйнсворт, Уильям Френсис
Уильям Френсис Эйнсворт (англ. William Francis Ainsworth) — английский врач, геолог и путешественник; племянник Уильяма Гаррисона Эйнсворта. 

## Биография
Уильям Френсис Эйнсворт родился в Эксетере 9 ноября 1807 года и на 16-м году поступил на обучение к одному эдинбургскому врачу. Получив в 1827 году докторский диплом, он отправился в Париж и затем исследовал в геологическом отношении Овернь и Пиренеи. Возвратившись в 1827 году в Эдинбург, он руководил изданием «Journal of natural and geographical Science» и читал лекции по геологии. Во время свирепствовавшей в 1832 году в Англии и в 1833 году в Ирландии холеры он, как госпитальный врач в Лондоне и затем в Ирландии, посвятил себя изучению этой болезни, о которой он опубликовал обратившее на себя внимание сочинение «On pestilential cholera».
В 1835 году Эйнсворт в качестве врача и геолога участвовал в руководимой полковником Фрэнсисом Чесни экспедиции к Евфрату и возвратился оттуда в 1837 году через Армению, Курдистан, Тавр и Малую Азию. В 1838 году географическое общество и общество для распространения христианства командировали его вторично в Малую Азию вместе с Рассамом и Ф. Русселем для подробного изучения течения реки Галиса и посещения курдистантских христиан. Весною 1840 года ему удалось проникнуть из Моссула в страну несторианцев. Возвратившись весною следующего года, он напечатал: «Researches in Assyria» (Лондон, 1842), «Travels and researches in Asia Minor, Mesopotamia, Chaldea and Armenia» (2 т., Лондон, 1842), «The claims of the Christian aborigines in the East» и «Travels in the track of the 10000 Grecks» (2 т. Лондон, 1844). Кроме того, он составил примечание к изданному Бенишем путешествию регенсбургского еврея Петахии и перевел «Анабазис» Ксенофонта для «Classical library» Бона. Он издал и географический лексикон «Illustrated Universal Gazetteer» (Лондон, 1861—1863). Был владельцем и издателем «New Monthly Magazine», где в нескольких статьях («On an Indo-European Telegraph by the Valley of the Tigris» (1870), «The Euphrates Valley Railway» (1872)) высказал свои воззрения относительно не раз затрагивавшегося вопроса о прямом железнодорожном и телеграфном сообщении между Константинополем и Персидским заливом. Он же автор иллюстрированного Густавом Доре сочинения «Wanderings in every clime, or voyages, travels and adventures all round the world» (Лондон, 1872).
Уильям Френсис Эйнсворт умер в 1896 году.